# Wolferschwenda
Wolferschwenda – dzielnica (Stadtteil) miasta Greußen w Niemczech, w kraju związkowym Turyngia, w powiecie Kyffhäuser. Do 31 grudnia 2020 samodzielna gmina, której niektóre czynności administracyjne realizowane były przez miasto Ebeleben. Miasto to pełniło rolę "gminy realizującej" (niem. erfüllende Gemeinde).